# 山田図南
山田 図南（やまだ となん、1749年（寛延2年） - 1787年3月27日（天明7年2月8日））は江戸時代中期の医師 、考証家。名は正珍(まさたま) 。字は玄同。通称は宗俊。江戸時代中期の儒学者山田麟嶼の孫。

## 経歴・人物
江戸に生まれる。儒学を山本北山、医学を加藤筑水、本草学を田村藍水にまなぶ。後藤艮山に師事しながら『傷寒論』の復古考証的研究に精力を注ぎ、中西深斎と並び称された。著作に『傷寒考』『傷寒論集成』『傷寒検証』『天命弁』『新論』など。生年を享保16年(1731年)とする説もある。